# 필립 리브

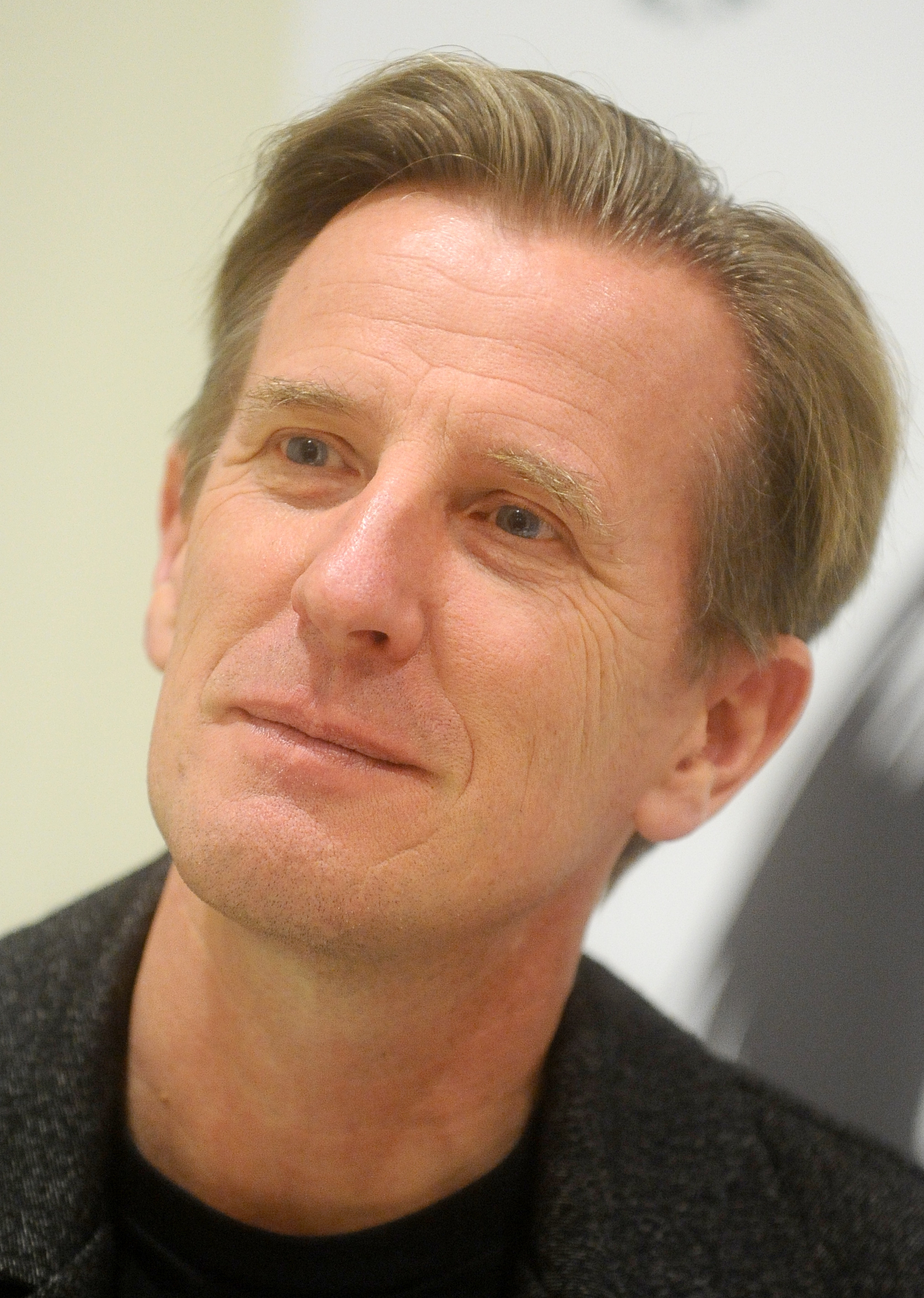
필립 풀먼(2016년)

필립 리브(영어: Philip Reeve, 1966년 2월 28일 ~ )은 영국의 판타지 · 아동 문학 작가이다. 옥스퍼드 대학원 문학박사이다.
- 2013년 앵글리아 러스킨 대학교 명예 문학 박사[1]